# 朝田貴絵
朝田 貴絵（あさだ きえ、11月3日 - ）は、日本の女性声優・タレント。現在はフリー。2019年3月まで声優事務所アールグルッペに所属していた。愛称は朝田さん、きえごん。

## 経歴
一生ポリケロ、クマの湯おけ！にて活動・出演後、カードゲーマー放送局に出演し、2017年3月29日よりタカラ・トミーのTCG（トレーディング・カード・ゲーム）、WIXOSS（ウィクロス）ガールズに就任。同じ声優事務所アールグルッペ所属の渡辺琴音、藤澤友里に次ぐ三人目となる。
2019年4月21日に開催されたウィクロス大感謝祭in東京でWIXOSSガールズを卒業することを発表した。
その翌日、個人のTwitterでは所属していた声優事務所アールグルッペを2019年3月31日に退所したことを発表している。

## 出演
- ラジオ：一生ポリケロ（ラジオ大阪、音泉、- 2016年、第200回にも出演した[7]）アシスタント
- ネット放送：クマの湯おけ！（SHOWROOM、2016年春[8] - 2016年末[9]）クマの湯SPRING二期生
- イベント：『?TRAIL（アートレイル）‐ニセカヰ的日常と殲滅エレメント‐』第２巻発売記念イベント(2016年11月13日)[10]
- 舞台：『あの雲の向こうは青空だった』（劇団FULL HOUSE、2016年12月8日～11日[11]）中村マリ役[12]
- ネット放送：カードゲーマー放送局（ニコニコチャンネル）WIXOSSガールズ
- 雑誌：『ウィクロスマガジンvol.7』～『ウィクロスマガジン2019 Winter』（Hobby Japan）
- ラジオ：音泉「Lostorage radio WIXOSS -Booster Pack-」内のおまけ動画番組『朝田貴絵のWIXOSSチャレンジコマーシャル』担当[13]
- TV：ノジマチャンピオンカップ箱根シニアプロゴルフトーナメント開幕SP（BS-TBS、2017年4月16日）CM・ナレーション
- WIXOSS公式アンバサダー「WIXOSSガールズ」
- アニメ「WIXOSS DIVA(A)LIVE」（水泳部員B）[14]